# Hendrik Bentinck (1682-1726)
Henry Bentinck (17 maart 1682 - 4 juli 1726) was de zoon van de Nederlandse edelman Hans Willem Bentinck (1649-1709) en Frances de Villiers (ca. 1650 - 20 november 1688). Hij was Lord Woodstock, tweede graaf van Portland (sinds 1709) en eerste hertog van Portland (vanaf 1716). Hij was onder andere betrokken bij de oprichting van de Royal Academy of Music (1719) in Londen. Niet lang daarna werd hij gouverneur van Jamaica.

## Biografie
Henry Bentinck groeide op in de Nederlandse Republiek. Toen zijn vader Hans Willem Bentinck in 1688 met Willem III overstak naar Engeland, bleef hij achter in de hoede van zijn tante, Eleanora Sophia, getrouwd met Robert van Ittersum tot Nijenhuis. In 1689 reisde hij zijn vader achterna en woonde hij in Londen. Daar maakte hij al spoedig een goede indruk: "My Lord de Portland a un fils si aymable et si bien fait de corps et d’esprit quoy que si jeune qu’on luy fit un honneur, il y a quelques jours, qui n’avoit jamais eté fait aucun seigneur de son âge. C’est qu’il porta l’epee de l’etat devant La Reyne en sortant de l’eglise en ceremonie. Il s’aquite de cette fonction comme s’il y avait eté acoutumé. La Reyne rioit de bon cöeur." Na het einde van de Negenjarige Oorlog stuurde zijn vader hem op een Grand Tour door Europa. Na een bezoek aan zijn Nederlandse familie reisde hij door naar Duitsland en Italië. De keurvorstin Sophia van Hannover schreef waarderend over hem "que le sang Anglois et Hollandois ne va pas mal ensemble."
In 1704 huwde hij Lady Elizabeth Noel. Hij begon zijn politieke carrière als parlementslid namens Southampton in 1708, en een jaar later voor Hampshire. Na het overlijden van zijn vader werd hij de tweede graaf van Portland, en efde het bedrag van op £ 850.150 of ƒ 9.351.665(€ 4.243.600,--). Hij stond een pro-Nederlandse politiek voor en gaf in 1712 een groot feest ter ere van prins Eugene van Savoye, waar ook Nederlandse edelen, zoals Hendrik van Nassau-Ouwerkerk aanwezig waren. Vanwege zijn steun aan de successie van het huis Hanover verhief George I hem tot eerste hertog van Portland. In 1719 was hij betrokken bij de oprichting van de Royal Academy of Music, waarvan hij ook mede-directeur was. Hij had regelmatig contact met zijn Nederlandse familie, onder andere zijn zus Anna Margaratha van Wassenaer.
Door enorme schulden als gevolg van slechte investeringen in de South Sea Company, die in 1720 failliet ging, was hij gedwongen Engeland te verlaten om zo zijn schuldeisers te ontlopen. Als gouverneur van Jamaica (1721-1724) was hij onschendbaar. Het klimaat speelde hem daar echter parten; hij klaagde over "that heat of the weather, which is apt, after writting for some time, to occasion and give me violent pains in my head, besides the strong and glaring light in this countrey, brings such a weakness upon my eyes". Op 4 juli 1726 overleed Portland in Spanish Town op 44-jarige leeftijd aan een niet nader omschreven "koorts", na een ziekbed van zes dagen. Hij is begraven in Westminster Abbey.

## Kinderen
1. Willem Bentinck, Burggraaf Woodstock, later Markies van Titchfield, later tweede hertog van Portland (1738–1809)
2. Lord George (1715–1759)
3. Lady Anne (-1749), trouwde Daniel Paul.
4. Lady Amelia Catharina (-1756), trouwde Jacob van Wassenaer, heer van Hazerswoude-Waddingsveen.
5. Lady Isabella (d. 1783), trouwde Henry Monck